# Angelo Campana
Angelo Campana (7 agosto 1787 – Torino, 16 febbraio 1862) è stato un politico italiano.

## Biografia
Fu Deputato del Regno di Sardegna in tre legislature per il collegio di Demonte.